# 西北沼委陵菜
西北沼委陵菜（学名：Comarum salesovianum）为蔷薇科沼委陵菜属的植物。分布于蒙古、俄罗斯、喜马拉雅山以及中国大陆的宁夏、甘肃、内蒙古、新疆、青海、西藏等地，生长于海拔3,600米至4,000米的地区，常生于山坡、沟谷及河岸，目前尚未由人工引种栽培。